# Sobih
Sobih is een bestuurslaag in het regentschap Bangkalan van de provincie Oost-Java, Indonesië. Sobih telt 2026 inwoners (volkstelling 2010).